# 12561 Говард
12561 Говард (12561 Howard) — астероїд головного поясу, відкритий 20 вересня 1998 року.
Тіссеранів параметр щодо Юпітера — 3,207.